# أهداف وغايات تربوية
على الرغم من أن الأشكال الاسمية للكلمات الثلاث aim وobjective وgoal غالبًا ما تستخدم بشكل مترادف بمعنى هدف، يحدد المتخصصون في التعليم المنظم الأهداف والغايات التعليمية بشكل أكثر تحديدًا ويعتبرونها متميزة عن بعضها البعض: aims معنية بالغرض بينما objectives تهتم بالإنجاز.
عادةً ما يتعلق الهدف التعليمي باكتساب القدرة، والمهارة، وبعض المعرفة، وموقف جديد وما إلى ذلك بدلاً من مجرد إكمال مهمة معينة. نظرًا لأن تحقيق الأهداف يحدث عادةً أثناء الدورة وتتطلع الأهداف إلى حياة الطالب المهنية وحياته بعد الدورة، يمكن للمرء أن يتوقع أن تكون أهداف الدورة التدريبية طويلة الأجل نسبيًا عن أهداف نفس الدورة التدريبية.